# Miss Italia 1977

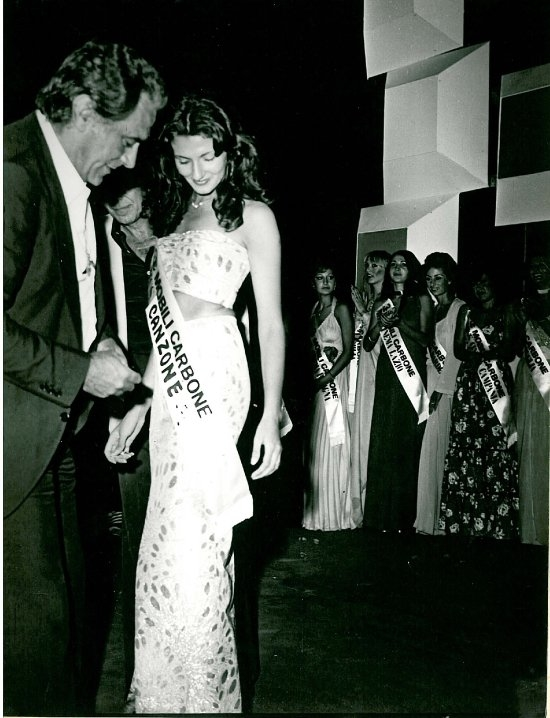
Diana Morini riceve la fascia di Miss Canzone da Alberto Lupo

Miss Italia 1977 si svolse per la prima volta a Palmi, poi a Melito di Porto Salvo ed infine a Sant'Eufemia d'Aspromonte con l'elezione di Miss Italia 1977, dove la serata si tenne il 4 settembre 1977. Il concorso è stato condotto da Alberto Lupo e Sebastian, con la direzione artistica e l'organizzazione di Enzo Mirigliani. Vincitrice di questa edizione fu la quindicenne Anna Kanakis di Messina, la prima più giovane Miss Italia ad essere eletta, dopo una modifica del regolamento. Sette anni dopo di lei verrà eletta nel 1984, alla sua stessa età Susanna Huckstep.

## Risultati
| Risultato finale | Concorrente           |
| ---------------- | --------------------- |
| Miss Italia 1977 | - – Anna Kanakis      |
| 2ª classificata  | - – Cristina Mai      |
| 3ª classificata  | - – Silvana Capolino  |
| 4ª classificata  | - – Marisa Pampinella |
| 5ª classificata  | - – Mirta Rovere      |
| Miss Eleganza    | - – Elvira Puglisi    |
| Miss Cinema      | - – Tea Mihich        |
| Miss Canzone     | - – Diana Morini      |

## Concorrenti
01) Loretta Buso (Miss Trentino Alto Adige)

02) Emanuela Bellotto (Miss Veneto)

03) Arianna Seilan (Miss Friuli Venezia Giulia)

04) Gabriella Oricco (Miss Piemonte)

05) Daniela Oricco (Miss Valle d'Aosta)

06) Antonella Cazzaniga (Miss Cinema Lombardia)

07) Grazia Paterlini (Miss Emilia)

08) Cristina Mai (Miss Romagna)  (prima partecipazione)

09) Elena Altomani (Miss Marche)

10) Tiziana Santini (Miss Umbria)

11) Tiziana Lini (Miss Abruzzo)

12) Milly Gennaro (Miss Lazio)

13) Daniela Pelandri (Miss Toscana)

14) Silvana Capolino (Miss Campania)

15) Rossana Capotorto (Miss Puglia)

16) Paola Salerno (Miss Calabria)

17) Elvira Puglisi (Miss Sicilia)

18) Annamaria Ligios (Miss Sardegna)

19) Tea Mihich (Miss Cinema Veneto)

20) Mirta Rovere (Miss Cinema Friuli Venezia Giulia)

21) Patrizia Morello (Miss Eleganza Piemonte)

22) Carla Carli (Miss Cinema Valle d'Aosta)

23) Ketty Santunione (Miss Eleganza Lombardia)

24) Lucia Pallandro (Miss Bella dei Laghi)

25) Arianna Ponzi (Miss Cinema Emilia)

26) Daniela Foroni (Miss Eleganza Emilia)

27) Barbara Blasi (Miss Cinema Romagna)

28) Cristina Masini (Miss Eleganza Romagna)

29) Mary Filipponi (Miss Eleganza Umbria)

30) Marisa Pampinella (Miss Cinema Lazio)

31) Giorgia Iacone (Miss Cinema Campania)

32) Antonella Corbisiero (Miss Eleganza Campania)

33) Lucia Lo Russo (Miss Cinema Puglia)

34) Marina Maino (Miss Eleganza Puglia)

35) Francesca Salerno (Miss Cinema Calabria)

36) Anna Kanakis (Miss Cinema Sicilia)

37) Angela Sardo (Miss Cinema Sardegna)

38) Teresa Finazzi (Miss Eleganza Sardegna)

39) Giuliana D'Ambrosio (Selezione Fotografica)

40) Luciana Albertini (Selezione Fotografica)

41) Lina Milia (Selezione Fotografica)

42) Rossella Baron (Selezione Fotografica)

43) Mariella Sgroi (Selezione Fotografica)

44) Diana Morini (Selezione Fotografica)